# Stanisław Motyka
Stanisław Motyka (6. května 1906 – 7. července 1941) byl polský horolezec, horský vůdce, lyžař a instruktor lezení.

## Životopis
Rodák ze Zakopaného, nejvíce však lezl na slovenské straně Tater. Jeho častými spolulezci byli např. Štefan Zamkovský a Zoltán Brüll. Pomáhal tak zvedat sportovní úroveň slovenského meziválečného horolezectví, navíc dělal instruktora na horolezeckých kurzech. Byl skvělý lyžař (i skokan), dostal se až na zimní olympiádu ve Svatém Mořici 1928, ale po skialpinistickém úrazu plně přesedlal na horolezectví.
Od r. 1937 si vydělával jako horský vůdce. V r. 1939 se stal ředitelem Školy turistiky a taternictva (alpinismu v Tatrách) na Hale Gasienicowé a po vypuknutí války se zapojil do odboje. Jako špičkový znalec hor převáděl uprchlíky z okupovaného Polska. Když mu gestapo přišlo na stopu, utekl sám. Krátce se skrýval na chatě u Zamkovského, pak prý na Erice pod Kojšovskou hoľí a nakonec se dostal do Maďarska. Stal se státním trenérem maďarských lyžařů. Za nejasných okolností se utopil při koupání v Dunaji u Szentendre.

## Lezecké výkony
Nejprve zopakoval téměř všechny známé nejtěžší výstupy v Tatrách té doby a od r. 1931 již začal utvářet prvovýstupy. Udělal jich přes 70, např. J stěna Zamarlé Turní, SV stěna Zlobivé, J stěna Malého Ľadového štítu, J stěna Široké věže, J stěna Malého Kolového štítu (VI-, tehdy považována za nejtěžší cestu v Tatrách), JZ stěna Východního Železného štítu, J stěna Čierného štítu, JZ pilíř Pyšného štítu, JZ stěna Ganku a Z stěna Lomnického štítu. Jeho prvovýstupy se vyznačují "klasickou čistotou linií" (Dieška) a jsou dodnes oblíbené i kvůli pevné skále.